# Elektrisk stol
Den elektriske stol er et redskab, som har været brugt i USA og i Filippinerne til henrettelse af dødsdømte. Den indførtes i slutningen af 1800-tallet. Over 25 stater anvendte den i 1900-tallet. Brug af den elektriske stol er i dag fortsat en mulighed i visse stater i USA, men denne henrettelsesmetode er i dag sjældent brugt.

## Historie
Den første effektive elektriske stol blev skabt af Harold P. Brown. Browns opfindelse var baseret på vekselstrøm, der netop var kommet frem som konkurrent til Edisons jævnstrøm. Valget af vekselstrøm skyldtes Edisons påstand om, at den var langt farligere end jævnstrøm. Opfindelsen af stolen til henrettelsesformål var et led i rivaliseringen mellem tilhængere af vekselstrøm og jævnstrøm, og brugen som henrettelsesmetode skulle understrege vekselstrømmen farlighed.
Staten New York nedsatte i 1886 en komité, som skulle finde en mere human henrettelsesmetode end hængning. Efter at Brown og Edison havde gennemført undersøgelser og dyreforsøg, blev vekselstrømsstolen i 1889 valgt af komiteen.

Den første, som blev henrettet i stolen, var William Kemmler i New Yorks Auburn Prison 6. august 1890.
Harold Brown byggede en elektrisk stol med elektroder til hoved og det ene ben. De sendte den dødbringende strøm gennem kroppen. Kemmlers henrettelse var en fiasko. 1000 volt var ikke tilstrækkeligt til at dræbe ham. Ingen vidste, hvor længe strømmen skulle være tændt for at slå ihjel. De prøvede en gang til, men denne gang skruet op på 2000 volt. Det gjorde ende på Kemmlers liv. ”Et forfærdeligt syn, værre end hængning” skrev en avis om USA's første anvendelse af den elektriske stol.
Fra 1897 til 1908 blev den elektriske stol indført i Ohio, Massachusetts, New Jersey og Virginia, og den blev snart den mest anvendte metode i USA. Den plads holdt den til midt i 1980'erne, til trods for at gaskammeret voksede i popularitet fra 1950'erne.
En rekord blev sat en juliaften i 1929, da syv mænd blev henrettet, den ene efter den anden, i stolen i Kentucky State Penitentiary, Eddyville.
Den elektriske stol gik af brug, efterhånden som lovgiverne søgte mere humane henrettelsesmetoder. Giftinjektion blev den mest anvendte, ikke mindst som følge af avisberetninger om problemer med stolen i begyndelsen af 1980'erne. Nogle stater lader endnu den dømte vælge mellem stol og giftinjektion. Det er sjældent, at nogen foretrækker stolen.

## Metode
Den dødsdømte blev sædvanligvis fastspændt i stolen med en elektrode anbragt på hovedet og en på det ene ben. Mindst to gange blev elektrisk strøm sendt igennem den dødsdømte i flere minutter. Først anvendtes en spænding på ca. 2.000 volt, som skulle gennembryde hudens modstand og fremkalde bevidstløshed. En strømstyrke på ca. 8 ampere var det normale.

## Afskaffelse
Efter at Texas indførte giftinjektion i 1982, blev den elektriske stol stadig sjældnere brugt. I 2004 er staterne Alabama, Florida, South Carolina, Tennessee og Virginia de eneste steder i verden, hvor stolen er en valgmulighed. I Nebraska er stolen den eneste mulighed; i de andre stater kan den dødsdømte vælge mellem den og injektionen.

## Henrettede personer
Blandt de kendte personer, der er blevet henrettet i den elektriske stol er bl.a. ægteparret Julius og Ethel Rosenberg og gangsterchefen Louis Buchalter.
Stolen har senest været i brug i følgende sager:
• April 2003. 61 årige Earl Bramblett, Virginia, valgte den elektriske stol som en slags protest. Earls sidste ord lød "I didn't murder the Hodges family. I've never murdered anybody. I'm going to my death with a clear conscience. I am going to my death having had a great life because of my two great sons, Mike and Doug."
• Maj 2004. James Neil Tucker, South Carolina, efter at han nægtede at tage stilling til henrettelsesmetoden. James' sidste ord lød "To everyone, I have thought of a million things to say, but they can all be summed up like this. To those I have harmed, my abject apologies and regrets. I am ashamed. To those who must remain and deal with this insane world, my condolences. But be of good cheer. Christ has overcome the world! I know that my redeemer lives. I am leaving this world with a cheerful attitude. Hallelujah."
• Juli 2006. Brandon Hedrick, Virginia, valgte den elektriske stol frem for sprøjten af frygt for komplikationer med injektionen. Brandons sidste ord lød "I pray for everybody that believes in Jesus Christ in heaven, and I pray for the people that are unsaved that they will accept Christ because they know not what they do and will accept Christ one day. I’m ready to go and be free."
• Januar 2013. Robert Gleason, Virginia, ønskede inderligt at blive henrettet. Faktisk mente Gleason, at sagen skred for langsomt frem, så morderen dræbte sin egen cellekammerat for at sætte skub i tingene. Gleason var irsk/amerikansk, og hans sidste ord var "Pog mo thoin!" Det er gælisk og er en opfordring til at kysse en vis legemsdel, der ikke fortjener nærmere oversættelse.